# Presidentvalet i Finland 2018

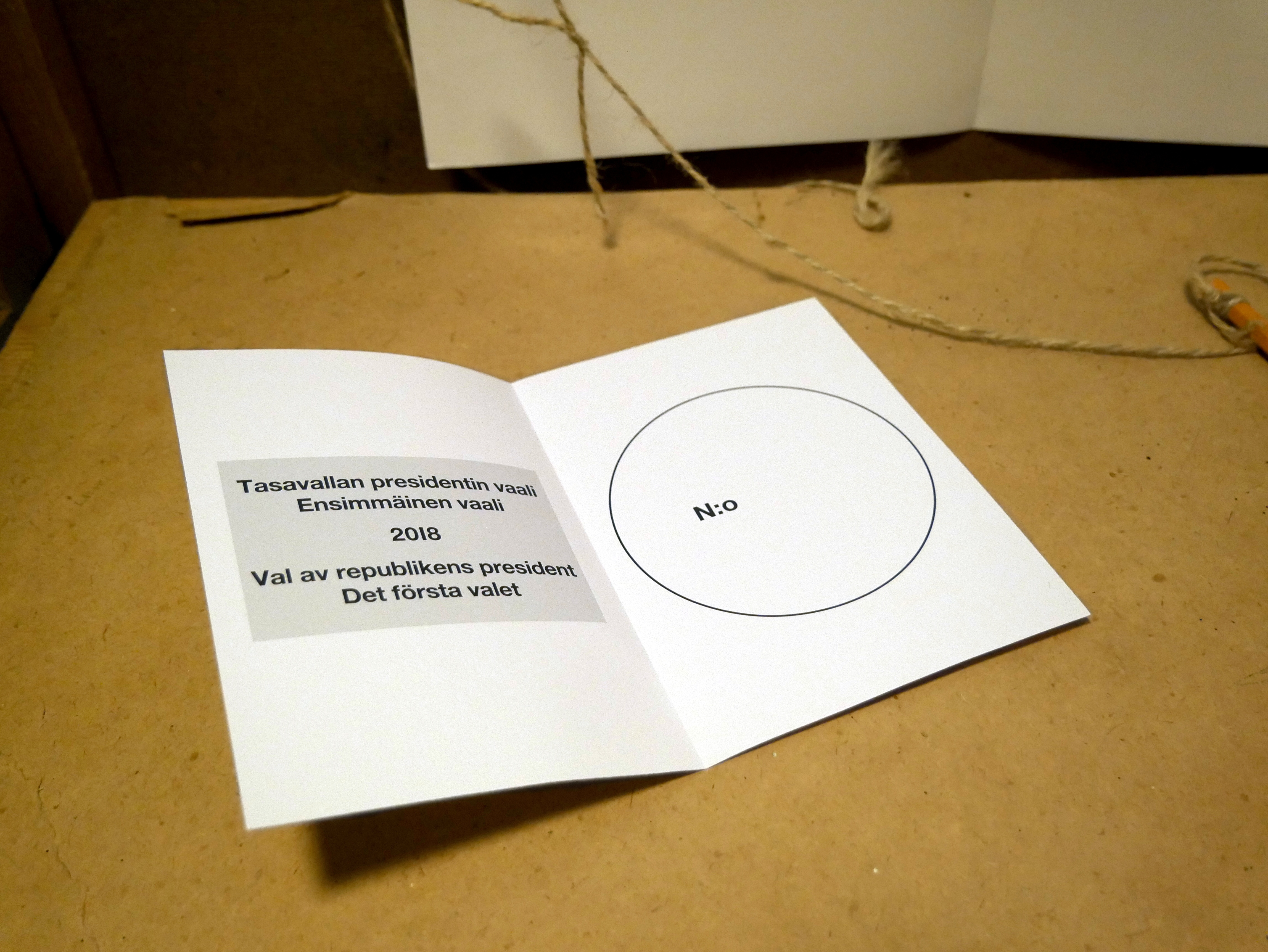
Valsedel

Presidentvalet i Finland 2018 hölls den 28 januari 2018 för att välja Finlands president med ämbetstiden från 1 mars 2018 fram till 1 mars 2024. I första valomgången fick den sittande presidenten Sauli Niinistö en röstandel på 62,7%. Den röstandelen gav majoritet och innebar han blev omvald och att någon andra valomgång inte behövde genomföras. Röstdeltagandet var 66,8 % av de röstberättigade, något lägre än siffran 2012 (69,7 %)

## Kandidater
| Nr | Namn             | Parti           | Parti                              | Född                                         | Bakgrund | Stöd | Stöd                |
| -- | ---------------- | --------------- | ---------------------------------- | -------------------------------------------- | --- | ---- | ------------------- |
| 2  | Merja Kyllönen   |                 | Vänsterförbundet                   | 25 januari 1977 (41 år) Suomussalmi, Finland | Ledamot av Europaparlamentet (2014–), transportminister (2011–2014), riksdagsledamot (2007–2014). |      | Vänsterförbundet    |
| 3  | Pekka Haavisto   |                 | De Gröna                           | 23 mars 1958 (59 år) Helsingfors, Finland    | Riksdagsledamot (1987–1995, 2007–), utvecklingsminister (2013–2014), miljöminister (1995–1999), Gröna förbundets partiordförande (1993–1995). presidentkandidat 2012. |      | De Gröna            |
| 4  | Matti Vanhanen   |                 | Centern                            | 4 november 1955 (62 år) Jyväskylä, Finland   | Riksdagsledamot (1991–2010, 2015–), statsminister (2003–2010), Finlands försvarsminister (2003), Presidentkandidat 2006. |      | Centern             |
| 5  | Laura Huhtasaari |                 | Sannfinländarna                    | 30 mars 1979 (38 år) Vilppula, Finland       | Riksdagsledamot (2015–). |      | Sannfinländarna     |
| 6  | Tuula Haatainen  |                 | Socialdemokraterna                 | 11 februari 1960 (57 år) Tuusniemi, Finland  | Riksdagsledamot (1996–2007, 2015–), social- och hälsovårdsministe (2005–2007), undervisningsminister (2003–2005). |      | Socialdemokraterna  |
| 7  | Paavo Väyrynen   |                 | Valmansförening (Medborgarpartiet) | 2 september 1946 (71 år) Keminmaa, Finland   | EU-parlamentariker (1995–2007, 2014–), Medborgarpartiets partiordförande (2016–2017), riksdagsledamot (1970–2014), utrikeshandelsminister (2007–2011), utrikesminister (1977–1982, 1983–1987, 1991–1993), Centerns partiordförande (1980–1990), vice statsminister (1983–1987), arbetskraftsminister (1976–1977), undervisningsminister (1975–1976), presidentkandidat 1988, 1994, 2012. | –    | –                   |
| 8  | Sauli Niinistö   |                 | Valmansförening (Samlingspartiet)  | 24 augusti 1948 (69 år) Salo, Finland        | Republikens president (2012–), riksdagens talman (2007–2011), riksdagledamot (1987–2003, 2007–2011), finansminister (1996–2003), vice statsminister (1995–2001), Samlingspartiets partiordförande (1994–2001), justitieminister (1995–1996). |      | Kristdemokraterna   |
| 8  | Sauli Niinistö   | Samlingspartiet | Valmansförening (Samlingspartiet)  | 24 augusti 1948 (69 år) Salo, Finland        | Republikens president (2012–), riksdagens talman (2007–2011), riksdagledamot (1987–2003, 2007–2011), finansminister (1996–2003), vice statsminister (1995–2001), Samlingspartiets partiordförande (1994–2001), justitieminister (1995–1996). |      |                     |
| 9  | Nils Torvalds    |                 | Svenska folkpartiet                | 7 augusti 1945 (72 år) Ekenäs, Finland       | EU-parlamentariker (2012–). |      | Svenska folkpartiet |

## Valresultat

### Röster sammanlagt för hela riket
Valresultatet är hämtat från justitieministeriets sida.
| Nr                       | Namn                     | Förhandsröster | %     | Valdagens röster | %     | Rösterna totalt | %     |
| ------------------------ | ------------------------ | -------------- | ----- | ---------------- | ----- | --------------- | ----- |
| 2                        | Kyllönen, Merja          | 51782          | 3,3   | 38195            | 2,7   | 89977           | 3,0   |
| 3                        | Haavisto, Pekka          | 174896         | 11,0  | 196358           | 13,9  | 371254          | 12,4  |
| 4                        | Vanhanen, Matti          | 73444          | 4,6   | 48939            | 3,5   | 122383          | 4,1   |
| 5                        | Huhtasaari, Laura        | 95538          | 6,0   | 111799           | 7,9   | 207337          | 6,9   |
| 6                        | Haatainen, Tuula         | 54603          | 3,4   | 42691            | 3,0   | 97294           | 3,2   |
| 7                        | Väyrynen, Paavo          | 95443          | 6,0   | 89862            | 6,4   | 185305          | 6,2   |
| 8                        | Niinistö, Sauli          | 1018312        | 64,3  | 857030           | 60,8  | 1875342         | 62,6  |
| 9                        | Torvalds, Nils           | 19403          | 1,2   | 25373            | 1,8   | 44776           | 1,5   |
| Sammanlagt               | Sammanlagt               | 1583421        | 100,0 | 1410247          | 100,0 | 2993668         | 100,0 |
| Ogiltigförklarade röster | Ogiltigförklarade röster | 4619           | 0,3   | 4423             | 0,3   | 9042            | 0,3   |
| Sammanlagt               | Sammanlagt               | 1588040        | 100,0 | 1414670          | 100,0 | 3002710         | 100,0 |

### Röster per valkrets

#### Helsingfors valkrets
Valresultatet är hämtat från justitieministeriets sida.
| Nr                       | Namn                     | Förhandsröster | %     | Valdagens röster | %     | Rösterna totalt | %     |
| ------------------------ | ------------------------ | -------------- | ----- | ---------------- | ----- | --------------- | ----- |
| 2                        | Kyllönen, Merja          | 6199           | 3,7   | 7150             | 3,8   | 13349           | 3,7   |
| 3                        | Haavisto, Pekka          | 38624          | 22,9  | 52788            | 28,1  | 91412           | 25,6  |
| 4                        | Vanhanen, Matti          | 2761           | 1,6   | 2740             | 1,5   | 5501            | 1,5   |
| 5                        | Huhtasaari, Laura        | 7820           | 4,6   | 9563             | 5,1   | 17383           | 4,9   |
| 6                        | Haatainen, Tuula         | 6014           | 3,6   | 7009             | 3,7   | 13023           | 3,6   |
| 7                        | Väyrynen, Paavo          | 5714           | 3,4   | 6900             | 3,7   | 12614           | 3,5   |
| 8                        | Niinistö, Sauli          | 97906          | 57,9  | 97577            | 51,9  | 195483          | 54,7  |
| 9                        | Torvalds, Nils           | 3963           | 2,3   | 4442             | 2,4   | 8405            | 2,4   |
| Sammanlagt               | Sammanlagt               | 169001         | 100,0 | 188169           | 100,0 | 357170          | 100,0 |
| Ogiltigförklarade röster | Ogiltigförklarade röster | 685            | 0,4   | 826              | 0,4   | 1511            | 0,4   |
| Sammanlagt               | Sammanlagt               | 169686         | 100,0 | 188995           | 100,0 | 358681          | 100,0 |

#### Nylands valkrets
Valresultatet är hämtat från justitieministeriets sida.
| Nr                       | Namn                     | Förhandsröster | %     | Valdagens röster | %     | Rösterna totalt | %     |
| ------------------------ | ------------------------ | -------------- | ----- | ---------------- | ----- | --------------- | ----- |
| 2                        | Kyllönen, Merja          | 5863           | 2,4   | 5628             | 2,0   | 11491           | 2,2   |
| 3                        | Haavisto, Pekka          | 28413          | 11,8  | 40687            | 14,2  | 69100           | 13,1  |
| 4                        | Vanhanen, Matti          | 5839           | 2,4   | 6193             | 2,2   | 12032           | 2,3   |
| 5                        | Huhtasaari, Laura        | 14043          | 5,8   | 20262            | 7,1   | 34305           | 6,5   |
| 6                        | Haatainen, Tuula         | 8265           | 3,4   | 8426             | 2,9   | 16691           | 3,2   |
| 7                        | Väyrynen, Paavo          | 9928           | 4,1   | 12682            | 4,4   | 22610           | 4,3   |
| 8                        | Niinistö, Sauli          | 163674         | 67,9  | 186787           | 65,2  | 350461          | 66,4  |
| 9                        | Torvalds, Nils           | 4954           | 2,1   | 5901             | 2,1   | 10855           | 2,1   |
| Sammanlagt               | Sammanlagt               | 240979         | 100,0 | 286566           | 100,0 | 527545          | 100,0 |
| Ogiltigförklarade röster | Ogiltigförklarade röster | 596            | 0,2   | 794              | 0,3   | 1390            | 0,3   |
| Sammanlagt               | Sammanlagt               | 241575         | 100,0 | 287360           | 100,0 | 528935          | 100,0 |

#### Egentliga Finlands valkrets
Valresultatet är hämtat från justitieministeriets sida.
| Nr                       | Namn                     | Förhandsröster | %     | Valdagens röster | %     | Rösterna totalt | %     |
| ------------------------ | ------------------------ | -------------- | ----- | ---------------- | ----- | --------------- | ----- |
| 2                        | Kyllönen, Merja          | 4759           | 3,3   | 3344             | 2,7   | 8103            | 3,0   |
| 3                        | Haavisto, Pekka          | 17025          | 11,7  | 16313            | 13,2  | 33338           | 12,4  |
| 4                        | Vanhanen, Matti          | 4203           | 2,9   | 3386             | 2,7   | 7589            | 2,8   |
| 5                        | Huhtasaari, Laura        | 8301           | 5,7   | 9985             | 8,1   | 18286           | 6,8   |
| 6                        | Haatainen, Tuula         | 4857           | 3,3   | 3816             | 3,1   | 8673            | 3,2   |
| 7                        | Väyrynen, Paavo          | 6528           | 4,5   | 6256             | 5,1   | 12784           | 4,8   |
| 8                        | Niinistö, Sauli          | 97737          | 67,2  | 78086            | 63,4  | 175823          | 65,4  |
| 9                        | Torvalds, Nils           | 2101           | 1,4   | 1979             | 1,6   | 4080            | 1,5   |
| Sammanlagt               | Sammanlagt               | 145511         | 100,0 | 123165           | 100,0 | 268676          | 100,0 |
| Ogiltigförklarade röster | Ogiltigförklarade röster | 379            | 0,3   | 794              | 0,3   | 732             | 0,3   |
| Sammanlagt               | Sammanlagt               | 145890         | 100,0 | 123518           | 100,0 | 269408          | 100,0 |

#### Satakundas valkrets
Valresultatet är hämtat från justitieministeriets sida.
| Nr                       | Namn                     | Förhandsröster | %     | Valdagens röster | %     | Rösterna totalt | %     |
| ------------------------ | ------------------------ | -------------- | ----- | ---------------- | ----- | --------------- | ----- |
| 2                        | Kyllönen, Merja          | 2739           | 3,6   | 1555             | 3,2   | 4294            | 3,4   |
| 3                        | Haavisto, Pekka          | 5217           | 6,9   | 3977             | 8,2   | 9194            | 7,4   |
| 4                        | Vanhanen, Matti          | 3152           | 4,1   | 1818             | 3,7   | 4970            | 4,0   |
| 5                        | Huhtasaari, Laura        | 6596           | 8,7   | 6022             | 12,4  | 12618           | 10,1  |
| 6                        | Haatainen, Tuula         | 3569           | 4,7   | 1812             | 3,7   | 5381            | 4,3   |
| 7                        | Väyrynen, Paavo          | 4276           | 5,6   | 3324             | 6,8   | 7600            | 6,1   |
| 8                        | Niinistö, Sauli          | 50365          | 66,1  | 29982            | 61,6  | 80347           | 64,4  |
| 9                        | Torvalds, Nils           | 245            | 0,3   | 182              | 0,4   | 427             | 0,3   |
| Sammanlagt               | Sammanlagt               | 76159          | 100,0 | 48672            | 100,0 | 124831          | 100,0 |
| Ogiltigförklarade röster | Ogiltigförklarade röster | 204            | 0,3   | 122              | 0,3   | 326             | 0,3   |
| Sammanlagt               | Sammanlagt               | 76363          | 100,0 | 48794            | 100,0 | 125157          | 100,0 |

#### Landskapet Ålands valkrets
Valresultatet är hämtat från justitieministeriets sida.
| Nr                       | Namn                     | Förhandsröster | %     | Valdagens röster | %     | Rösterna totalt | %     |
| ------------------------ | ------------------------ | -------------- | ----- | ---------------- | ----- | --------------- | ----- |
| 2                        | Kyllönen, Merja          | 36             | 1,0   | 48               | 0,5   | 84              | 0,6   |
| 3                        | Haavisto, Pekka          | 669            | 18,5  | 1517             | 16,3  | 2186            | 16,9  |
| 4                        | Vanhanen, Matti          | 18             | 0,5   | 63               | 0,7   | 81              | 0,6   |
| 5                        | Huhtasaari, Laura        | 28             | 0,8   | 71               | 0,8   | 99              | 0,8   |
| 6                        | Haatainen, Tuula         | 91             | 2,5   | 328              | 3,5   | 419             | 3,2   |
| 7                        | Väyrynen, Paavo          | 34             | 0,9   | 123              | 1,3   | 157             | 1,2   |
| 8                        | Niinistö, Sauli          | 2233           | 61,8  | 5665             | 60,8  | 7898            | 61,1  |
| 9                        | Torvalds, Nils           | 506            | 14,0  | 1496             | 16,1  | 2002            | 15,5  |
| Sammanlagt               | Sammanlagt               | 3615           | 100,0 | 9311             | 100,0 | 12926           | 100,0 |
| Ogiltigförklarade röster | Ogiltigförklarade röster | 17             | 0,5   | 53               | 0,6   | 70              | 0,5   |
| Sammanlagt               | Sammanlagt               | 3632           | 100,0 | 9364             | 100,0 | 12996           | 100,0 |

#### Tavastlands valkrets
Valresultatet är hämtat från justitieministeriets sida.
| Nr                       | Namn                     | Förhandsröster | %     | Valdagens röster | %     | Rösterna totalt | %     |
| ------------------------ | ------------------------ | -------------- | ----- | ---------------- | ----- | --------------- | ----- |
| 2                        | Kyllönen, Merja          | 3029           | 2,7   | 2125             | 2,3   | 5154            | 2,5   |
| 3                        | Haavisto, Pekka          | 10196          | 9,1   | 10215            | 11,0  | 20411           | 10,0  |
| 4                        | Vanhanen, Matti          | 3709           | 3,3   | 2568             | 2,8   | 6277            | 3,1   |
| 5                        | Huhtasaari, Laura        | 7579           | 6,7   | 8806             | 9,5   | 16385           | 8,0   |
| 6                        | Haatainen, Tuula         | 4467           | 4,0   | 3072             | 3,3   | 7539            | 3,7   |
| 7                        | Väyrynen, Paavo          | 6263           | 5,6   | 5678             | 6,1   | 11941           | 5,8   |
| 8                        | Niinistö, Sauli          | 76751          | 68,2  | 59644            | 64,4  | 136395          | 66,5  |
| 9                        | Torvalds, Nils           | 506            | 0,4   | 485              | 0,5   | 991             | 0,5   |
| Sammanlagt               | Sammanlagt               | 112500         | 100,0 | 92593            | 100,0 | 205093          | 100,0 |
| Ogiltigförklarade röster | Ogiltigförklarade röster | 368            | 0,3   | 321              | 0,3   | 689             | 0,3   |
| Sammanlagt               | Sammanlagt               | 112868         | 100,0 | 92914            | 100,0 | 205782          | 100,0 |

#### Birkalands valkrets
Valresultatet är hämtat från justitieministeriets sida.
| Nr                       | Namn                     | Förhandsröster | %     | Valdagens röster | %     | Rösterna totalt | %     |
| ------------------------ | ------------------------ | -------------- | ----- | ---------------- | ----- | --------------- | ----- |
| 2                        | Kyllönen, Merja          | 6245           | 3,8   | 4141             | 3,3   | 10386           | 3,6   |
| 3                        | Haavisto, Pekka          | 20143          | 12,3  | 18511            | 14,9  | 38654           | 13,4  |
| 4                        | Vanhanen, Matti          | 4494           | 2,7   | 3182             | 2,6   | 7676            | 2,7   |
| 5                        | Huhtasaari, Laura        | 10320          | 6,3   | 11159            | 9,0   | 21479           | 7,5   |
| 6                        | Haatainen, Tuula         | 6378           | 3,9   | 4186             | 3,4   | 10564           | 3,7   |
| 7                        | Väyrynen, Paavo          | 8404           | 5,1   | 7386             | 5,9   | 15790           | 5,5   |
| 8                        | Niinistö, Sauli          | 106652         | 65,2  | 75057            | 60,3  | 181709          | 63,1  |
| 9                        | Torvalds, Nils           | 966            | 0,6   | 849              | 0,7   | 1815            | 0,6   |
| Sammanlagt               | Sammanlagt               | 163602         | 100,0 | 124471           | 100,0 | 288073          | 100,0 |
| Ogiltigförklarade röster | Ogiltigförklarade röster | 376            | 0,2   | 345              | 0,3   | 721             | 0,2   |
| Sammanlagt               | Sammanlagt               | 163978         | 100,0 | 124816           | 100,0 | 288794          | 100,0 |

#### Sydöstra Finlands valkrets
Valresultatet är hämtat från justitieministeriets sida.
| Nr                       | Namn                     | Förhandsröster | %     | Valdagens röster | %     | Rösterna totalt | %     |
| ------------------------ | ------------------------ | -------------- | ----- | ---------------- | ----- | --------------- | ----- |
| 2                        | Kyllönen, Merja          | 2669           | 1,9   | 1824             | 1,7   | 4493            | 1,8   |
| 3                        | Haavisto, Pekka          | 11063          | 7,9   | 10410            | 9,6   | 21473           | 8,6   |
| 4                        | Vanhanen, Matti          | 7340           | 5,2   | 3887             | 3,6   | 11227           | 4,5   |
| 5                        | Huhtasaari, Laura        | 8050           | 5,7   | 9877             | 9,1   | 17927           | 7,2   |
| 6                        | Haatainen, Tuula         | 5487           | 3,9   | 3531             | 3,3   | 9018            | 3,6   |
| 7                        | Väyrynen, Paavo          | 7873           | 5,6   | 7438             | 6,9   | 15311           | 6,2   |
| 8                        | Niinistö, Sauli          | 97678          | 69,4  | 70598            | 65,3  | 168276          | 67,6  |
| 9                        | Torvalds, Nils           | 658            | 0,5   | 535              | 0,5   | 1193            | 0,5   |
| Sammanlagt               | Sammanlagt               | 140818         | 100,0 | 108100           | 100,0 | 248918          | 100,0 |
| Ogiltigförklarade röster | Ogiltigförklarade röster | 404            | 0,3   | 303              | 0,3   | 707             | 0,3   |
| Sammanlagt               | Sammanlagt               | 141222         | 100,0 | 108403           | 100,0 | 249625          | 100,0 |

#### Savolax-Karelens valkrets
Valresultatet är hämtat från justitieministeriets sida.
| Nr                       | Namn                     | Förhandsröster | %     | Valdagens röster | %     | Rösterna totalt | %     |
| ------------------------ | ------------------------ | -------------- | ----- | ---------------- | ----- | --------------- | ----- |
| 2                        | Kyllönen, Merja          | 3901           | 3,1   | 2500             | 2,7   | 6401            | 2,9   |
| 3                        | Haavisto, Pekka          | 10731          | 8,6   | 9896             | 10,5  | 20627           | 9,4   |
| 4                        | Vanhanen, Matti          | 8481           | 6,8   | 4686             | 5,0   | 13167           | 6,0   |
| 5                        | Huhtasaari, Laura        | 7363           | 5,9   | 7738             | 8,2   | 15101           | 6,9   |
| 6                        | Haatainen, Tuula         | 4425           | 3,5   | 2869             | 3,0   | 7294            | 3,3   |
| 7                        | Väyrynen, Paavo          | 8608           | 6,9   | 7369             | 7,8   | 15977           | 7,3   |
| 8                        | Niinistö, Sauli          | 81222          | 64,9  | 58609            | 62,3  | 139831          | 63,8  |
| 9                        | Torvalds, Nils           | 474            | 0,4   | 399              | 0,4   | 873             | 0,4   |
| Sammanlagt               | Sammanlagt               | 125205         | 100,0 | 94066            | 100,0 | 219271          | 100,0 |
| Ogiltigförklarade röster | Ogiltigförklarade röster | 366            | 0,3   | 283              | 0,3   | 649             | 0,3   |
| Sammanlagt               | Sammanlagt               | 125571         | 100,0 | 94349            | 100,0 | 219920          | 100,0 |

#### Vasa valkrets
Valresultatet är hämtat från justitieministeriets sida.
| Nr                       | Namn                     | Förhandsröster | %     | Valdagens röster | %     | Rösterna totalt | %     |
| ------------------------ | ------------------------ | -------------- | ----- | ---------------- | ----- | --------------- | ----- |
| 2                        | Kyllönen, Merja          | 2416           | 2,0   | 1611             | 1,3   | 4027            | 1,7   |
| 3                        | Haavisto, Pekka          | 6894           | 5,7   | 8354             | 6,8   | 15248           | 6,3   |
| 4                        | Vanhanen, Matti          | 10170          | 8,4   | 6239             | 5,1   | 16409           | 6,8   |
| 5                        | Huhtasaari, Laura        | 8422           | 7,0   | 10470            | 8,6   | 18892           | 7,8   |
| 6                        | Haatainen, Tuula         | 3394           | 2,8   | 2721             | 2,2   | 6115            | 2,5   |
| 7                        | Väyrynen, Paavo          | 8664           | 7,2   | 8812             | 7,2   | 17476           | 7,2   |
| 8                        | Niinistö, Sauli          | 76523          | 63,6  | 75821            | 62,0  | 152344          | 62,8  |
| 9                        | Torvalds, Nils           | 3906           | 3,2   | 8185             | 6,7   | 12091           | 5,0   |
| Sammanlagt               | Sammanlagt               | 120389         | 100,0 | 122213           | 100,0 | 242602          | 100,0 |
| Ogiltigförklarade röster | Ogiltigförklarade röster | 340            | 0,3   | 364              | 0,3   | 704             | 0,3   |
| Sammanlagt               | Sammanlagt               | 120729         | 100,0 | 122577           | 100,0 | 243306          | 100,0 |

#### Mellersta Finlands valkrets
Valresultatet är hämtat från justitieministeriets sida.
| Nr                       | Namn                     | Förhandsröster | %     | Valdagens röster | %     | Rösterna totalt | %     |
| ------------------------ | ------------------------ | -------------- | ----- | ---------------- | ----- | --------------- | ----- |
| 2                        | Kyllönen, Merja          | 2728           | 3,3   | 1927             | 2,9   | 4655            | 3,1   |
| 3                        | Haavisto, Pekka          | 9686           | 11,6  | 9032             | 13,4  | 18718           | 12,4  |
| 4                        | Vanhanen, Matti          | 4408           | 5,3   | 3000             | 4,4   | 7408            | 4,9   |
| 5                        | Huhtasaari, Laura        | 5081           | 6,1   | 5747             | 8,5   | 10828           | 7,2   |
| 6                        | Haatainen, Tuula         | 3178           | 3,8   | 2209             | 3,3   | 5387            | 3,6   |
| 7                        | Väyrynen, Paavo          | 5673           | 6,8   | 5335             | 7,9   | 11008           | 7,3   |
| 8                        | Niinistö, Sauli          | 52545          | 62,8  | 39929            | 59,2  | 92474           | 61,2  |
| 9                        | Torvalds, Nils           | 369            | 0,4   | 316              | 0,5   | 685             | 0,5   |
| Sammanlagt               | Sammanlagt               | 83668          | 100,0 | 67495            | 100,0 | 151163          | 100,0 |
| Ogiltigförklarade röster | Ogiltigförklarade röster | 235            | 0,3   | 216              | 0,3   | 451             | 0,3   |
| Sammanlagt               | Sammanlagt               | 83903          | 100,0 | 67711            | 100,0 | 151614          | 100,0 |

#### Uleåborgs valkrets
Valresultatet är hämtat från justitieministeriets sida.
| Nr                       | Namn                     | Förhandsröster | %     | Valdagens röster | %     | Rösterna totalt | %     |
| ------------------------ | ------------------------ | -------------- | ----- | ---------------- | ----- | --------------- | ----- |
| 2                        | Kyllönen, Merja          | 7775           | 5,6   | 4821             | 4,4   | 12596           | 5,0   |
| 3                        | Haavisto, Pekka          | 11333          | 8,2   | 11429            | 10,3  | 22762           | 9,1   |
| 4                        | Vanhanen, Matti          | 14340          | 10,3  | 9233             | 8,3   | 23573           | 9,4   |
| 5                        | Huhtasaari, Laura        | 8452           | 6,1   | 9295             | 8,4   | 17747           | 7,1   |
| 6                        | Haatainen, Tuula         | 2873           | 2,1   | 1973             | 1,8   | 4846            | 1,9   |
| 7                        | Väyrynen, Paavo          | 13765          | 9,9   | 12387            | 11,2  | 26152           | 10,5  |
| 8                        | Niinistö, Sauli          | 79810          | 57,5  | 61197            | 55,2  | 141007          | 56,5  |
| 9                        | Torvalds, Nils           | 545            | 0,4   | 458              | 0,4   | 1003            | 0,4   |
| Sammanlagt               | Sammanlagt               | 138893         | 100,0 | 110793           | 100,0 | 249686          | 100,0 |
| Ogiltigförklarade röster | Ogiltigförklarade röster | 391            | 0,3   | 319              | 0,3   | 710             | 0,3   |
| Sammanlagt               | Sammanlagt               | 139284         | 100,0 | 111112           | 100,0 | 250396          | 100,0 |

#### Lapplands valkrets
Valresultatet är hämtat från justitieministeriets sida.
| Nr                       | Namn                     | Förhandsröster | %     | Valdagens röster | %     | Rösterna totalt | %     |
| ------------------------ | ------------------------ | -------------- | ----- | ---------------- | ----- | --------------- | ----- |
| 2                        | Kyllönen, Merja          | 3423           | 5,4   | 1521             | 4,4   | 4944            | 5,1   |
| 3                        | Haavisto, Pekka          | 4902           | 7,8   | 3229             | 9,3   | 8131            | 8,3   |
| 4                        | Vanhanen, Matti          | 4529           | 7,2   | 1944             | 5,6   | 6473            | 6,6   |
| 5                        | Huhtasaari, Laura        | 3483           | 5,5   | 2804             | 8,1   | 6287            | 6,4   |
| 6                        | Haatainen, Tuula         | 1605           | 2,5   | 739              | 2,1   | 2344            | 2,4   |
| 7                        | Väyrynen, Paavo          | 9713           | 15,4  | 6172             | 17,8  | 15885           | 16,3  |
| 8                        | Niinistö, Sauli          | 35216          | 55,8  | 18078            | 52,2  | 53294           | 54,5  |
| 9                        | Torvalds, Nils           | 210            | 0,3   | 146              | 0,4   | 356             | 0,4   |
| Sammanlagt               | Sammanlagt               | 63081          | 100,0 | 34633            | 100,0 | 97714           | 100,0 |
| Ogiltigförklarade röster | Ogiltigförklarade röster | 258            | 0,4   | 124              | 0,4   | 382             | 0,4   |
| Sammanlagt               | Sammanlagt               | 63339          | 100,0 | 34757            | 100,0 | 98096           | 100,0 |